# المجانين (فلم 1973)
المجانين (بالإنجليزية: The Crazies) هو فيلم حركة ورعب وخيال علمي تم إنتاجه في الولايات المتحدة وصدر سنة 1973 بطولة بيل هينزمان ولين لوري وويل ماكميلان.

## القصة
يحاول الجيش التدخل في بلدة انتشر فيها فيروس يجعل الناس متوحشين.

## الميزانية والإيرادات
كلف الفيلم 275,000 دولار وحقق أرباح تقدر بـ 143,784 دولار.

## وصلات خارجية
- المجانين على موقع IMDb (الإنجليزية)
- المجانين على موقع ميتاكريتيك (الإنجليزية)
- المجانين على موقع روتن توميتوز (الإنجليزية)
- المجانين على موقع نتفليكس (الإنجليزية)
- المجانين على موقع قاعدة بيانات الأفلام العربية
- المجانين على موقع ألو سيني (الفرنسية)
- المجانين على موقع Turner Classic Movies (الإنجليزية)
- المجانين على موقع أول موفي (الإنجليزية)
- المجانين على موقع فيلمافينيتي (الإسبانية)
- المجانين على موقع قاعدة بيانات الفيلم (الإنجليزية)